# باسار
باسار ( (بالفارسية: پاسار)، أيضا بالحروف اللاتينية Pāsār وPāssar)  هي قرية في منطقة ريف ششمه كبود، في المنطقة الوسطى من مقاطعة هارسين ، محافظة كرمنشاه ، إيران . في تعداد عام 2006 ، بلغ عدد سكانها 512 ، في 113 أسرة.